# Wind Breaker
Wind Breaker (estilizado como WIND BREAKER) es una serie de manga japonés escrito e ilustrado por Satoru Nii. Comenzó a serializarse en el sitio web de manga Magazine Pocket de Kōdansha el 13 de enero de 2021. Hasta el momento la serie se ha recopilado en veintidós volúmenes tankōbon.
Una adaptación de la serie al anime de CloverWorks se estrenó el 5 de abril de 2024.

## Argumento
El instituto Fûrin tiene la peor reputación entre los centros de la zona por tener la media más baja y los alumnos más rebeldes.
Haruka Sakura es un joven recién llegado a la ciudad que quiere convertirse en el más fuerte del barrio y así proteger a todos aquellos que le importan.

## Personajes
Haruka Sakura (桜遥 Sakura Haruka?)
 Seiyū: Yūma Uchida, Ricardo Bautista (español latino), Roger Serradell (español castellano)
Kyōtarō Sugishita (杉下京太郎 Sugishita Kyōtarō?)
 Seiyū: Kōki Uchiyama, Óscar López (español latino)
Hayato Suō (蘇枋隼飛 Suō Hayato?)
 Seiyū: Nobunaga Shimazaki, Alan Fernando Velázquez (español latino), David Jenner (español castellano)
Hajime Umemiya (梅宮一 Umemiya Hajime?)
 Seiyū: Yūichi Nakamura (actor nacido en 1980), Gerry Ortega (español latino), José García Tos (español castellano)
Tōma Hiragi (柊 登馬 Hiiragi Tōma?)
 Seiyū: Ryōta Suzuki, Daniel Lacy (español latino), Carlos Calvo (español castellano)
Akihiko Nirei (楡井秋彦 Nirei Akihiko?)
 Seiyū: Shōya Chiba, Eduardo Martínez (español latino)
Taiga Tsugeura (柘浦大河 Tsugeura Taiga?)
 Seiyū: Kengo Kawanishi, Elliot Leguizamo (español latino)
Mitsuki Kiryu (桐生三輝 Kiryū Mitsuki?)
 Seiyū: Toshiyuki Toyonaga, Diego Becerril (español latino)
Ren Kaji (梶蓮 Kaji Ren?)
 Seiyū: Nobuhiko Okamoto, Alex Villamar (español latino)
Kotoha Tachibana (橘ことは Tachibana Kotoha?)
 Seiyū: Ikumi Hasegawa, Jocelyn Robles (español latino)

## Contenido de la obra

### Manga
Wind Breaker es escrito e ilustrado por Satoru Nii. La serie comenzó a serializarse en el sitio web Magazine Pocket de Kōdansha el 13 de enero de 2021. Kōdansha recopila sus capítulos individuales de la serie en volúmenes tankōbon. El primer volumen se publicó el 7 de mayo de 2021, y hasta el momento se han lanzado veintidós volúmenes. 
En marzo de 2022, Kodansha USA anunció que obtuvo la licencia de la serie para su publicación digital en inglés. Durante su panel Anime NYC 2022, Kodansha USA anunció que comenzarán a lanzar copias impresas en el otoño de 2023. Distrito Manga obtuvo la licencia en España.

#### Lista de volúmenes
| Volúmenes de manga publicados | Volúmenes de manga publicados | Volúmenes de manga publicados | Volúmenes de manga publicados | Volúmenes de manga publicados |
| Número                        | Fecha de publicación          | ISBN                          | Fecha de publicación          | ISBN                          |
| ----------------------------- | ----------------------------- | ----------------------------- | ----------------------------- | ----------------------------- |
| 1                             | 7 de mayo de 2021             | ISBN 978-4-06-522979-8        | 16 de marzo de 2023           | ISBN 978-84-19290-87-8        |
| 2                             | 9 de julio de 2021            | ISBN 978-4-06-524015-1        | 16 de marzo de 2023           | ISBN 978-84-19412-23-2        |
| 3                             | 9 de septiembre de 2021       | ISBN 978-4-06-524849-2        | 4 de mayo de 2023             | ISBN 978-84-19412-24-9        |
| 4                             | 9 de noviembre de 2021        | ISBN 978-4-06-525995-5        | 6 de julio de 2023            | ISBN 978-84-19412-86-7        |
| 5                             | 7 de enero de 2022            | ISBN 978-4-06-526596-3        | 5 de octubre de 2023          | ISBN 978-84-19412-73-7        |
| 6                             | 9 de marzo de 2022            | ISBN 978-4-06-527281-7        | 5 de diciembre de 2023        | ISBN 978-84-19412-75-1        |
| 7                             | 9 de junio de 2022            | ISBN 978-4-06-528174-1        | 7 de marzo de 2024            | ISBN 978-84-19686-03-9        |
| 8                             | 9 de agosto de 2022           | ISBN 978-4-06-528846-7        | 6 de junio de 2024            | ISBN 978-84-19686-09-1        |
| 9                             | 7 de octubre de 2022          | ISBN 978-4-06-529412-3        | 3 de octubre de 2024          | ISBN 978-84-19686-17-6        |
| 10                            | 6 de enero de 2023            | ISBN 978-4-06-530343-6        | 9 de enero de 2025            | ISBN 978-84-19686-66-4        |
| 11                            | 7 de abril de 2023            | ISBN 978-4-06-531234-6        | 3 de abril de 2025            | ISBN 978-84-19290-53-3        |
| 12                            | 8 de junio de 2023            | ISBN 978-4-06-531879-9        | 17 de julio de 2025           | ISBN 978-84-19819-74-1        |
| 13                            | 8 de agosto de 2023           | ISBN 978-4-06-532670-1        | —                             | —                             |
| 14                            | 9 de noviembre de 2023        | ISBN 978-4-06-533549-9        | —                             | —                             |
| 15                            | 9 de enero de 2024            | ISBN 978-4-06-534179-7        | —                             | —                             |
| 16                            | 8 de marzo de 2024            | ISBN 978-4-06-534870-3        | —                             | —                             |
| 17                            | 9 de mayo de 2024             | ISBN 978-4-06-535507-7        | —                             | —                             |
| 18                            | 7 de agosto de 2024           | ISBN 978-4-06-536127-6        | —                             | —                             |
| 19                            | 8 de agosto de 2024           | ISBN 978-4-06-537189-3        | —                             | —                             |
| 20                            | 8 de enero de 2025            | ISBN 978-4-06-538060-4        | —                             | —                             |
| 20                            | 8 de enero de 2025            | ISBN 978-4-06-538060-4        | —                             | —                             |
| 22                            | 9 de junio de 2025            | ISBN 978-4-06-539749-7        | —                             | —                             |
| 23                            | 9 de septiembre de 2025       | ISBN 978-4-06-540692-2        | —                             | —                             |

### Anime
El 30 de marzo de 2023, se anunció una adaptación de la serie al anime producida por CloverWorks. Está dirigida por Toshifumi Akai, con guiones escritos por Hiroshi Seko, diseños de personajes a cargo de Taishi Kawakami y música compuesta por Ryō Takahashi. La serie se estrenó el 5 de abril de 2024 en el bloque de programación Super Animeism Turbo en las filiales de JNN, incluidas MBS y TBS. El tema de apertura es «Zettai Reido» (絶対零度?), interpretado por natori, mientras que el tema de cierre es «Muteki» (無敵?), interpretado por Young Kee. Aniplex of America obtuvo la licencia de la serie fuera de Asia, y lo transmitió en Crunchyroll. Muse Communication obtuvo la licencia de la serie en el sudeste asiático.
El 13 de marzo de 2024, Crunchyroll anunció que la serie había recibido un doblaje en español latino, la cual se estrenó el 25 de abril. El 9 de julio de 2025, Crunchyroll estrenó su doblaje en castellano de la pimera temporada.
Después de emitirse el episodio final de la primera temporada, se anunció una segunda temporada. El elenco y el personal regresan en sus respectivos papeles. Se estrenó en abril de 2025.

## Recepción
La serie ocupó el puesto 20 en el Next Manhwa Award de 2021 en la categoría de manhwa web. En AnimeJapan 2022, la serie ocupó el noveno lugar en una encuesta que preguntó qué manga la gente quiere ver animado.
Hasta marzo de 2022, la serie ha vendido más de 1.22 millones de copias entre sus versiones digital e impresa.